# NGC 1244
NGC 1244 ist eine Spiralgalaxie vom Hubble-Typ Sab im Sternbild Horologium am Südsternhimmel. Sie ist schätzungsweise 239 Millionen Lichtjahre von der Milchstraße entfernt.
Das Objekt wurde am 2. November 1834 von John Herschel entdeckt.